# 松本純弥 (映画監督)
松本 純弥（まつもと じゅんや、1986年6月15日 - ）は、日本の映画監督。群馬県出身。

## 経歴
5歳の頃に『ゴジラvsキングギドラ』を映画館で観たことがきっかけで特撮を好むようになり、中高生の頃はゴジラ・ガメラなど巨大怪獣ものをはじめ、特に平成仮面ライダーシリーズに夢中になる。
大学在学時に自主映画の存在を知り、「就職するまでの遊び」というつもりで映画制作を始める。しかし、就職しないまま大学を卒業して、映画制作を続行。並行して2010年頃からは、上田慎一郎、小路紘史、佐々木優大らとともに長年自主映画を制作し続ける。2011年頃から約1年間は上田とルームシェアをしていた。
大学在学中の2009年末に執筆した特撮映画『さらば大戦士トゥギャザーV』の撮影に2011年3月より取り掛かるが、東日本大震災の影響や多くのトラブルに見舞われ、制作が遅滞する。約5年の歳月を経て30代を迎えた2016年に同作が完成。2018年に同作が富士・湖畔の映画祭で作品賞・監督賞・助演俳優賞を受賞。その他の映画祭でも受賞・入選し、これらの映画祭をきっかけに2019年には念願の劇場公開を果たした。同作が松本の長編デビュー作となる。
『さらば大戦士トゥギャザーV』の制作遅滞中にはHIPHOP（MCバトル）にのめり込み、縁あって戦極MCBATTLEの一部映像を制作。ほか、フリーランスでミュージックビデオや企業映像の制作も行っており、上田の監督映画では助監督などを担当している。
「中野G」というペンネームを持ち、2D格闘ゲームのUIに深い関心を持っていたことから、同名義で同人誌「ゲーム雑誌みたいな同人誌」に幾度か記事を寄稿している。同人誌に本名を載せることが憚られたこと、また、同時期にHIPHOPとも関わりを持つようになったことで、この2つの活動ではこのペンネームを使用していた。長らく住んでいて第二の故郷とも呼べる中野と、ゴジラ・ガンダム・群馬などのイニシャル「G」を合わせたもの。

## 監督作品

### 映画
- さらば大戦士トゥギャザーV（2018年） - 監督・脚本・編集　※2019年3月23日公開

### ウェブドラマ
- 郷土創生譚キョードライザー（2020年）[8]

### MV
- ＿＿(アンダーバー)「結ンデ開イテ羅刹ト骸」実写PV（2012年）[9]
- 田中光「ECHO CHAMBER」（2016年）
- 田中光「anti fashion」（2016年）
- 田中光「live feat. MEISO （Pro. Bugseed）」（2016年）
- 田中光「群青 feat.輪入道」（2016年）
- 田中光「purity」（2016年）
- MAKA「もう一回」（2016年）
- Ohtoro「Sakura Daijoubu」（2017年）
- RIN a.k.a 貫井りらん「陽炎 feat.輪入道 (Prod.Yuto.com™)」（2017年）
- RIN a.k.a 貫井りらん「陽炎 feat.輪入道 (Prod.Yuto.com™)」【night ver.】（2017年）
- ヒデオ銀次「男は」（2017年）
- Ohtoro「Tokyo Is Yours with Zachtoro」（2017年）
- 智大「弐枚目」（2018年）
- fula「NA・DA・I!!」（2018年）
- fula「ひみつきち」（2018年）
- Ohtoro「Run Ohtoro Run」（2018年）
- fula「DOG RUN」（2018年）
- fula「okonomiyaki」（2018年）
- Cooki3 & Ohtoro「牙 (Kiva) feat. YB」（2018年）
- Future Is My Name「Ride On」（2019年）
- Nick Kurosawa + Ohtoro「Miss Twist」（2020年）

## 参加作品

### 短編映画
- 恋する小説家（2011年、監督：上田慎一郎） - 制作
- マシュマロ×ぺいん（2013年、監督：ふくだみゆき） - 制作
- 彼女の告白ランキング（2014年、監督：上田慎一郎） - 衣装提供
- Last Wedding Dress（2014年、監督：上田慎一郎） - 演出部応援
- 4／猫 ねこぶんのよん「ねこまんま」（2015年、監督：上田慎一郎） - 助監督
- テイク8（2015年、監督：上田慎一郎） - 助監督
- 耳かきランデブー（2017年、監督：ふくだみゆき） - 助監督
- たまえのスーパーはらわた（2018年、監督：上田慎一郎） - 助監督
- 正装戦士スーツレンジャー（2018年、監督：上田慎一郎） - 脚本（上田と共同）・監督助手・編集・視覚効果・画像・音響設定・主題歌作詞
- カメラを止めるな!リモート大作戦!（2020年、監督：上田慎一郎） - エンドロール編集

### その他
- CODEO Special Short Film.1「嬉し涙と悔し涙のまんなか」（2015年、監督：上田慎一郎） - 助監督
- CODEO Special Short Film.2「お裾分け」（2016年、監督：上田慎一郎） - 助監督
- 個別指導の明光義塾 塾講師ドキュメンタリー動画（2020年）
- Muddy Days「Killing Nerds / Shake and Bake」(FUNCLUB)（2020年、ディレクター：吉川俊夫） - Bカメ撮影